# Avaceratops
Avaceratops var ett släkte med växtätande dinosaurier som levde i Nordamerika (Montana) i slutet av krita för 78-73 milj. år sedan. Den tillhörde Ceratopsiderna, och var släkt med bland annat Triceratops och Centrosaurus. Avaceratops hittades 1981. En del forskare hävdar dock att det inte är ett eget släkte, utan är ett ungdjur av ett annat släkte ceratopsider.

## Beskrivning
Avaceratops var en typisk ceratopsid på flera sätt: den var fyrbent, hade kort svans och ett stort huvud med horn samt en benkrage som täckte nacken. Avaceratops var dock ganska liten (2,3 meter) jämfört med sina släktingar, för medan Triceratops var stor som en elefant, var Avaceratops stor som en gris.

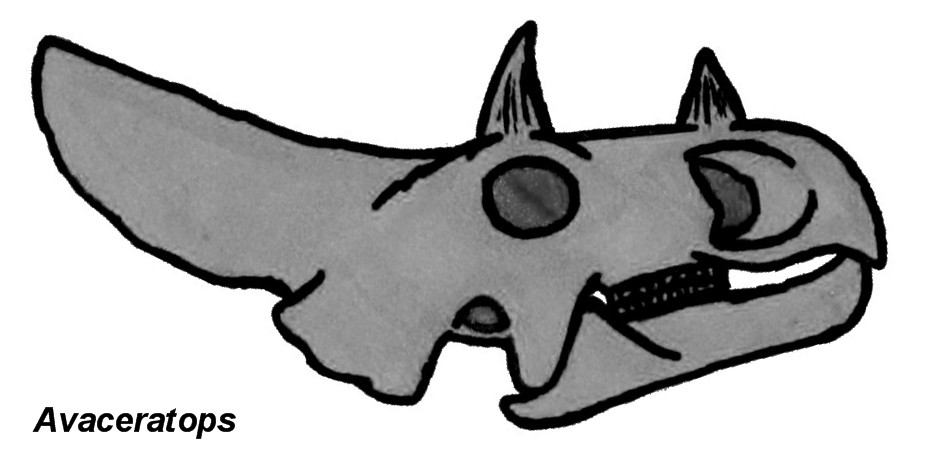
Illustration av Avaceratops skalle

Precis som fossila skallar från Triceratops, så är Avaceratops benkrage helt solid, utan de hålrum (s.k. fenestrae) som ofta ses på andra ceratopsiders nacksköldar. Detta gjorde troligen Avaceratops krage starkare, och skyddade bättre mot angripare. Man vet inte säkert hur dess hornuppsättning såg ut, men man tror att den hade ett litet horn på nosen, och ett par små horn över ögonen.